# طواف برغش 2016
طواف برغش 2016 (بالإسبانية: Vuelta a Burgos 2016 )‏ هو سباق دراجات هوائية، وهو الموسم رقم 38 من نفس السباق، وأقيم خلال الفترة 2 أغسطس 2016، وحتى 6 أغسطس 2016، وامتدّ لمسافة 674.72 كيلومتر، وهو أحد سباقات طواف أوروبا للدراجات 2016، وهو من نوع سباق المرحلة، وقد شارك في السباق 164 متسابقاً ووصل إلى نهايته 132 متسابقاً.
فاز فيه بالمركز الأول ألبيرتو كونتادور، وبالمركز الثاني بن هيرمانز، وبالمركز الثالث سيرجيو بارديلا، والفائز حسب ترتيب السرعة Eneko Lizarralde ‏، والفريق الفائز في ترتيب الفرق موفيستار 2016.

## الفرق
| فرق عالمية (13)- AG2R La Mondiale - أستانا - بي إم سي راسينغ - Cannondale-Drapac - Etixx-Quick Step - FDJ - موفيستار - Orica-BikeExchange - Dimension Data - Giant-Alpecin - Katusha - Sky - Tinkoff فرق قارية محترفة (6)- كاجا رورال-سيغوروس 2016 ‏ - سبورت فلاندرين بالويس 2016 ‏ - غازبروم روسفيلو ‏ - ONE Pro Cycling ‏ - نيبو-فيني فانتيني-يوربا أوفيني ‏ - رومبوت تشارلز ‏ فرق قارية (2)- برجس بي إتش 2016 ‏ - موسم يوسكادي مورياس 2016 ‏ |  |
| |  |

## المراحل
| قائمة المراحل | قائمة المراحل | قائمة المراحل                                       | قائمة المراحل               | قائمة المراحل | قائمة المراحل   | قائمة المراحل    |
| المرحلة       | التاريخ       | الدورة                                              |                             | المسافة (كم)  | الفائز بالمرحلة | القائد العام     |
| ------------- | ------------- | --------------------------------------------------- | --------------------------- | ------------- | --------------- | ---------------- |
| 1             | 2 أغسطس       | ساسامون – ميلغار دي فيرنامينتال                     | مرحلة مستوية                | 158           | داني فان بوبل   | داني فان بوبل    |
| 2             | 3 أغسطس       | برغش – برغش                                         | سباق الطريق ضد الساعة للفرق | 10.72         | أستانا          | ديمتري غروزديف   |
| 3             | 4 أغسطس       | Sedano ‏ – فيلاركايو دي ميراينداد دي كاستيلا لافايجا | مرحلة جبلية                 | 198           | داني فان بوبل   | ديمتري غروزديف   |
| 4             | 5 أغسطس       | أراندا دي دويرو – ليرما                             | مرحلة جبلية متوسطة          | 145           | ناثان هاس       | جياني ميرسمان    |
| 5             | 6 أغسطس       | كاليرويغا – lakes of Neila ‏                         | مرحلة جبلية                 | 163           | سيرجيو بارديلا  | ألبيرتو كونتادور |

## النتيجة

### مرحلة 1
أجريت في 2 أغسطس 2016، وامتدّت لمسافة 158 كيلومتر.
| التصنيف العام | التصنيف العام | التصنيف العام | التصنيف العام    | التصنيف العام |        |
| الدراج        | الدراج        | البلد         | الفريق           | الوقت         | السرعة |
| ------------- | ------------- | ------------- | ---------------- | ------------- | ------ |
| 1.            | داني فان بوبل | هولندا        | سكاي             | 3 س 32 د 04 ث |        |
| 2.            | جيمبي دراكر   | لوكسمبورغ     | بي إم سي راسينغ  | + 0 ث         |        |
| 3.            | جياني ميرسمان | بلجيكا        | Etixx-Quick Step | + 0 ث         |        |
| 4.            | ووتر فيبرت    | هولندا        | كانونديل دراباك  | + 0 ث         |        |
| 5.            | ستيل فون هوف  | أستراليا      | ONE Pro Cycling  | + 0 ث         |        |

### مرحلة 2
أجريت في 3 أغسطس 2016، وامتدّت لمسافة 10.72 كيلومتر.
| التصنيف العام | التصنيف العام  | التصنيف العام | التصنيف العام    | التصنيف العام |        |
| الدراج        | الدراج         | البلد         | الفريق           | الوقت         | السرعة |
| ------------- | -------------- | ------------- | ---------------- | ------------- | ------ |
| 1.            | ديمتري غروزديف | كازاخستان     | أستانا           | 3 س 45 د 14 ث |        |
| 2.            | داريو كاتالدو  | إيطاليا       | أستانا           | + 0 ث         |        |
| 3.            | ايروس كابتشي   | إيطاليا       | أستانا           | + 0 ث         |        |
| 4.            | ميشيل سكاربوني | إيطاليا       | أستانا           | + 0 ث         |        |
| 5.            | جياني ميرسمان  | بلجيكا        | Etixx-Quick Step | + 3 ث         |        |

### مرحلة 3
أجريت في 4 أغسطس 2016، وامتدّت لمسافة 198 كيلومتر.
| التصنيف العام | التصنيف العام      | التصنيف العام | التصنيف العام    | التصنيف العام |        |
| الدراج        | الدراج             | البلد         | الفريق           | الوقت         | السرعة |
| ------------- | ------------------ | ------------- | ---------------- | ------------- | ------ |
| 1.            | ديمتري غروزديف     | كازاخستان     | أستانا           | 8 س 21 د 01 ث |        |
| 2.            | داريو كاتالدو      | إيطاليا       | أستانا           | + 0 ث         |        |
| 3.            | ميشيل سكاربوني     | إيطاليا       | أستانا           | + 0 ث         |        |
| 4.            | جياني ميرسمان      | بلجيكا        | Etixx-Quick Step | + 3 ث         |        |
| 5.            | خوسيه خواكين روخاس | إسبانيا       | موفيستار         | + 3 ث         |        |

### مرحلة 4
أجريت في 5 أغسطس 2016، وامتدّت لمسافة 145 كيلومتر.
| التصنيف العام | التصنيف العام      | التصنيف العام | التصنيف العام    | التصنيف العام  |        |
| الدراج        | الدراج             | البلد         | الفريق           | الوقت          | السرعة |
| ------------- | ------------------ | ------------- | ---------------- | -------------- | ------ |
| 1.            | جياني ميرسمان      | بلجيكا        | Etixx-Quick Step | 11 س 36 د 46 ث |        |
| 2.            | ديمتري غروزديف     | كازاخستان     | أستانا           | + 0 ث          |        |
| 3.            | داريو كاتالدو      | إيطاليا       | أستانا           | + 0 ث          |        |
| 4.            | ميشيل سكاربوني     | إيطاليا       | أستانا           | + 0 ث          |        |
| 5.            | خوسيه خواكين روخاس | إسبانيا       | موفيستار         | + 3 ث          |        |

### مرحلة 5
أجريت في 6 أغسطس 2016، وامتدّت لمسافة 163 كيلومتر.
| الدراج | الدراج | البلد | الفريق | الوقت | السرعة |  |

## التصنيف العام النهائي
| التصنيف العام | التصنيف العام    | التصنيف العام   | التصنيف العام          | التصنيف العام  |        |
| الدراج        | الدراج           | البلد           | الفريق                 | الوقت          | السرعة |
| ------------- | ---------------- | --------------- | ---------------------- | -------------- | ------ |
| 1.            | ألبيرتو كونتادور | إسبانيا         | Tinkoff                | 15 س 50 د 50 ث |        |
| 2.            | بن هيرمانز       | بلجيكا          | بي إم سي راسينغ        | + 1 ث          |        |
| 3.            | سيرجيو بارديلا   | إسبانيا         | Caja Rural-Seguros RGA | + 1 ث          |        |
| 4.            | سيمون ييتس       | المملكة المتحدة | Orica-BikeExchange     | + 4 ث          |        |
| 5.            | بيتر كينو        | المملكة المتحدة | سكاي                   | + 11 ث         |        |

## وصلات خارجية
- الموقع الرسمي
- طواف برغش 2016 على موقع إحصائيات الدراجات الإحترافية (الإنجليزية)